# Squamellaria
Squamellaria Becc.,1886 è un genere di piante mirmecofile ed epifite della famiglia delle Rubiacee, diffuso nelle isole Salomone, Figi e Vanuatu.

## Biologia
Tali piante hanno stretto un legame simbiontico con le formiche della specie Philidris nagasau.

## Tassonomia
Il genere comprende le seguenti specie:
- Squamellaria grayi Chomicki & Wistuba
- Squamellaria guppyana (Becc.) Chomicki
- Squamellaria huxleyana Chomicki
- Squamellaria imberbis (A.Gray) Becc.
- Squamellaria kajewskii (Merr. & L.M.Perry) Chomicki
- Squamellaria major A.C.Sm.
- Squamellaria thekii Jebb
- Squamellaria vanuatuensis Jebb & C.R.Huxley ex Chomicki & S.S.Renner